# Muscisaxicola
Genre
Muscisaxicola est un genre de passereaux de la famille des Tyrannidés.

## Liste des espèces
Selon la classification de référence du Congrès ornithologique international (version 14.1, 2024) :
- Muscisaxicola maculirostris d'Orbigny & Lafresnaye, 1837
  - Muscisaxicola maculirostris niceforoi Zimmer, JT, 1947
  - Muscisaxicola maculirostris rufescens von Berlepsch & Stolzmann, 1896
  - Muscisaxicola maculirostris maculirostris d'Orbigny & Lafresnaye, 1837
- Muscisaxicola griseus Taczanowski, 1884
- Muscisaxicola juninensis Taczanowski, 1884
- Muscisaxicola cinereus Philippi & Landbeck, 1864
  - Muscisaxicola cinereus cinereus Philippi & Landbeck, 1864
  - Muscisaxicola cinereus argentina Hellmayr, 1932
- Muscisaxicola albifrons (Tschudi, 1844)
- Muscisaxicola flavinucha Lafresnaye, 1855
  - Muscisaxicola flavinucha flavinucha Lafresnaye, 1855
  - Muscisaxicola flavinucha brevirostris Olrog, 1949
- Muscisaxicola rufivertex d'Orbigny & Lafresnaye, 1837
  - Muscisaxicola rufivertex occipitalis Ridgway, 1887
  - Muscisaxicola rufivertex pallidiceps Hellmayr, 1927
  - Muscisaxicola rufivertex achalensis Nores & Yzurieta, 1983
  - Muscisaxicola rufivertex rufivertex d'Orbigny & Lafresnaye, 1837
- Muscisaxicola maclovianus (Garnot, 1826)
  - Muscisaxicola maclovianus mentalis d'Orbigny & Lafresnaye, 1837
  - Muscisaxicola maclovianus maclovianus (Garnot, 1826)
- Muscisaxicola albilora Lafresnaye, 1855
- Muscisaxicola alpinus (Jardine, 1849)
  - Muscisaxicola alpinus columbianus Chapman, 1912
  - Muscisaxicola alpinus quesadae Meyer de Schauensee, 1942
  - Muscisaxicola alpinus alpinus (Jardine, 1849)
- Muscisaxicola capistratus (Burmeister, 1860)
- Muscisaxicola frontalis (Burmeister, 1860)